# قانون الاتحاد الأوروبي 1169/2011
قانون (الاتحاد الأوروبي) 1169/2011 هو القانون الرئيسي المتعلق بالغذاء في الاتحاد الأوروبي. هناك قوانين أخرى للاتحاد الأوروبي تحدد القواعد لأنواع معينة من الأطعمة.
إن المبادئ التي تحكم المعلومات الإلزامية على الأغذية موجودة في المادة 4، وقائمة بالبيانات الإلزامية في المادة 9. "أي تدبير نقابي في مجال قانون المعلومات الغذائية الذي يحتمل أن يكون له تأثير على الصحة العامة يجب أن يعتمد بعد التشاور مع الأوروبيين. سلطة سلامة الأغذية: المادة 5. لا يجوز أن تكون المعلومات الغذائية مضللة: المادة 7. القواعد المتعلقة باسم الغذاء منصوص عليها في المادة 17.
تنص المادة 15 (المتطلبات اللغوية) على أن "تظهر المعلومات الإلزامية عن الطعام بلغة يسهل فهمها من قبل المستهلكين للدول الأعضاء حيث يتم تسويق الغذاء. في حدود أراضيها، يجوز للدول الأعضاء التي يتم فيها تسويق الغذاء أن تنص على أن تكون التفاصيل مكتوبة بلغة واحدة أو أكثر من اللغات الرسمية للاتحاد. "